# Rufus (író)
Rufus (1. század - 2. század) római író, akihez az ifjabb Plinius intézett két levelet (5, 21.; 9, 38).